# With or Without You
〈With or Without You〉는 아일랜드의 록 밴드 U2의 곡이다. 다섯 번째 스튜디오 음반 《The Joshua Tree》의 세 번째 곡으로 1987년 3월 16일 음반의 리드 싱글로 발매되었다. 이 곡은 당시 그룹의 가장 성공적인 싱글곡으로, 빌보드 핫 100에서 3주 동안 1위를 차지했고 《RPM》 국가 싱글 차트에서 추가로 3주 동안 1위를 차지함으로써 미국과 캐나다 모두에서 첫 번째 히트곡이 되었다.
〈With or Without You〉는 기타리스트인 디 에지가 연주한 지속적인 기타 파트와 무한 기타의 원형, 리드 싱어 보노, 베이시스트 애덤 클레이턴의 베이스라인을 특징으로 한다. 이 곡은 1985년 말 녹음된 데모에서 유래되었는데, 이 곡은 《The Joshua Tree》 세션 내내 이 그룹이 계속 작업을 계속했다는 것이다. 겉으로 보기에 불안한 사랑 노래인 이 곡의 가사는 그가 음악가이자 가정적인 남자로서 이끌었던 삶에 대한 보노의 상반된 감정에 영감을 받은 것이었다.
비평가들은 그 노래가 나오자 칭찬했다. 이 곡은 이 밴드의 투어에서 자주 공연되며, 그들의 컴필레이션 음반과 콘서트 영화에 많이 출연했다. 〈With or Without You〉는 U2의 두 번째로 많이 커버한 곡이다. 2010년, 《롤링 스톤》은 이 노래를 132위로 "역사상 가장 위대한 노래 500곡" 목록에 올랐다.

## 작업 및 녹음
1985년 말, U2는 드러머 래리 멀린 주니어가 The Unformetable Fire Tour 동안 그룹이 작성한 자료를 검토하기 위해 구입한 집에서 소집되었다. 이 기간 동안 리드 보컬 보노가 이 곡의 코드 시퀀스를 작곡하는 등 〈With or With You〉의 대략적인 데모가 작성되었다. 밴드는 계속해서 STS 스튜디오에서 곡 작업을 계속하여 트랙의 많은 순열을 만들었지만 아무런 진전이 없었다. 기타리스트 디 에지는 그 당시 노래가 "끔찍하다"고 생각했다. 이 곡은 야마하 드럼 머신 비트와 베이시스트 애덤 클레이턴이 짧은 스케일의 아이바네즈 베이스 기타를 사용하여 연주한 베이스 파트로 구성되었다. 클레이턴에 따르면, 이 노래의 초기 버전은 너무 감상적이고 "화음이 빙글빙글 돌았기 때문에 매우 전통적인" 것처럼 들렸다고 한다.
《The Joshua Tree》의 세션은 1986년에 본격적으로 시작되었고, U2는 더블린의 조지안 맨션 데인스모에트 하우스에서 녹음하고 있었다. 비록 보노가 꺼려했지만, 이 그룹은 이 노래를 다른 방향으로 가져가려고 시도했다. 공동 프로듀서 브라이언 이노와 다니엘 라누아의 지휘 아래, 디 에지는 더 분위기 있는 기타 연주를 추구했고, 클레이턴은 그의 베이스에서 볼륨을 높였고, 멀린은 전자적으로 강화된 드럼 키트로 실험을 했다. 그들이 트랙에 계속 투입한 작업에도 불구하고, 그 그룹은 그들이 좋아하는 편곡을 찾을 수 없었기 때문에 그 노래를 포기하는 것을 고려했다.

## 발매
이 밴드의 매니저 폴 맥기네스는 U2가 싱글로 발매하는 것을 거부했는데, 이는 발매하기 너무 이례적이라고 생각했기 때문이다. 개빈 프라이데이는 이 밴드가 트랙을 완성하는 것을 도왔지만 동의하지 않았고 그것이 "확실한 1위"가 될 것이라고 생각했다. 이 곡은 《The Joshua Tree》의 리드 싱글로 선정되었다. 미국의 라디오 방송국들은 1987년 3월 4일 오전 11시 30분에 이 곡을 연주할 수 있도록 허락받았고, 아일랜드 레코드는 이 곡을 이전에 연주하지 말라고 강력히 경고했다. 이 싱글은 음반이 발매된 지 2주 후인 1987년 3월 16일에 발매되었다. 이 싱글은 콤팩트 디스크로 널리 발매된 최초의 싱글이다. 클레이턴은 이 곡의 본질을 라디오에 대한 도전이라고 언급하며 "아마도 교회에서 라디오에서 기대하지 않을 것이다"라고 말했다.

## 곡 목록
| #  | 제목                                 | 작사·작곡         | 프로듀서                         | 재생 시간 |
| -- | ------------------------------------ | ----------------- | -------------------------------- | --------- |
| 1. | 〈With or Without You〉              | U2                | 다니엘 라누아, 브라이언 이노     | 4:55      |
| 2. | 〈Luminous Times (Hold on to Love)〉 | U2, 브라이언 이노 | 다니엘 라누아, 브라이언 이노, U2 | 4:33      |
| 3. | 〈Walk to the Water〉                | U2                | 다니엘 라누아, 브라이언 이노, U2 | 4:49      |

## 참여 인원
U2
- 보노 - 보컬
- 디 에지 - 기타
- 애덤 클레이턴 - 베이스 기타
- 래리 멀런 주니어 - 드럼

추가 인원
- 브라이언 이노 - 드럼 프로그래밍, 합성 프로그래밍, 엔지니어: 레코딩 및 믹스다운

## 인증
| 국가                                                                                         | 인증        | 판매량/출하량 |
| -------------------------------------------------------------------------------------------- | ----------- | ------------- |
| 브라질 (Pro-Música Brasil)                                                                   | 골드        | 30,000*       |
| 캐나다 (뮤직 캐나다)                                                                         | 골드        | 50,000^       |
| 덴마크 (IFPI Danmark)                                                                        | 플래티넘    | 90,000        |
| 프랑스 (SNEP)                                                                                | 플래티넘    | 200,000       |
| 독일 (BVMI)                                                                                  | 골드        | 250,000       |
| 이탈리아 (FIMI)                                                                              | 2× 플래티넘 | 140,000       |
| 포르투갈 (AFP)                                                                               | 플래티넘    | 40,000        |
| 영국 (BPI)                                                                                   | 2× 플래티넘 | 1,200,000     |
| *판매량을 기반으로 한 인증 · ^출하량을 기반으로 한 인증 · 판매량+스트리밍을 기반으로 한 인증 |             |               |